# Aéroport international de Yaoundé-Nsimalen
Pour les articles homonymes, voir Nsimalen.
Mis en service en 1991, l'aéroport international de Yaoundé-Nsimalen est un des deux plus grands aéroports camerounais. Il est situé à Nsimalen, banlieue lointaine au sud-est de Yaoundé. Il fut mis en service pour remplacer l'ancien aéroport international de Yaoundé qui fut absorbé par la croissance rapide de la ville et de plus, trop proche des dépôts pétroliers de la SCDP (Société camerounaise de dépôts pétroliers). 
Son coût de plus de 100 milliards de francs CFA fut fortement critiqué car l'aéroport est conçu pour accueillir jusqu'à 1,5 million de passagers alors que seulement 700 000 passagers environ atterrissent chaque année à l'aéroport international de Nsimalen.  
S'il s'agit du deuxième aéroport en termes de passager et de fret international, il s'agit en revanche du premier aéroport en nombre de passagers nationaux car la majeure partie des lignes intérieures s'y arrête.

## Situation
| \| 100 km1:12 607 000 \| Garoua Maroua Ngaoundéré Yaoundé-Ville Yaoundé-Nsimalen Douala Bamenda Bafoussam Ngola Koutaba Kika Mvomeka'a |
| 100 km1:12 607 000 |

## Description
Le 19 février 2025, un jeune homme d’une vingtaine d’années tente d'émigrer. Il tombe du train d'atterrissage d’un Airbus au moment du décollage et meurt,,. 

## Statistiques
Pour des raisons techniques, il est temporairement impossible d'afficher le graphique qui aurait dû être présenté ici.

Voir la requête brute et les sources sur Wikidata.

37 % du trafic domestique et 27 % du trafic international sont faits à partir de Yaoundé-Nsimalen

## Compagnies aériennes et destinations
| Compagnies                      | Destinations                                                                                         |
| ------------------------------- | --- |
| Afrijet                         | Libreville-Léon Mba                                                                                  |
| Air Côte d'Ivoire               | Abidjan-F.-H.-Boigny, Douala                                                                         |
| Air France                      | Paris-Charles de Gaulle                                                                              |
| ASKY Airlines                   | Abuja-N. Azikiwe, Libreville-Léon Mba, Lomé-G. Eyadéma, N'Djaména                                    |
| Brussels Airlines               | Bruxelles-National                                                                                   |
| Camair-Co                       | - Bamenda, - Bangui, - Douala, - Garoua, - Libreville-Léon Mba, - Maroua, - N'Djaména, - N'Gaoundéré |
| Ethiopian Airlines              | Addis-Abeba Bole                                                                                     |
| Pakistan International Airlines | Djeddah - Roi-Abdelaziz                                                                              |
| Royal Air Maroc                 | Casablanca-Mohammed-V                                                                                |
| Turkish Airlines                | Istanbul                                                                                             |

Actualisé le 28/09/2021  Actualisé le 16/10/2023